# Castelo de Tangy Loch
O Castelo de Tangy Loch é uma casa fortificada em ruínas numa ilhota em Tangy Loch, Kintyre, na Escócia. Fica a cerca de 8 km ao norte de Campbeltown. Antigamente, estava conectado à terra (cerca de 150 metros de distância) por uma ponte, que agora está submersa. A família MacEachan ocupou o castelo no século XVII.